# Molodova Perșa, Dubno
Molodova Perșa (în ucraineană Молодова Перша) este un sat în comuna Molodova Tretea din raionul Dubno, regiunea Rivne, Ucraina.

## Demografie
Componența lingvistică a localității Molodova Perșa
     Ucraineană (100%)
Conform recensământului din 2001, toată populația localității Molodova Perșa era vorbitoare de ucraineană (100%).